# Citoslovce
Citoslovce (interjekce) jsou neohebným slovním druhem, který vyjadřuje nálady a pocity, vůli mluvčího, označuje hlasy a zvuky. Obyčejně nemá žádnou gramatickou souvislost se zbytkem věty. Citoslovce mohou sloužit také na vyplnění prázdných částí věty. Od ostatních slov (jestliže se cítí jako samostatné) se oddělují čárkou nebo vykřičníkem. Jen některá, zvláště taková, která označují zvuky, někdy nahrazují slovesný přísudek. Taková citoslovce se čárkami neoddělují.
Citoslovcím jsou sémanticky i syntaktickou funkcí blízké ideofony, slovní druh, který onomatopoicky vyjadřuje zvuk, pohyb či způsob. Vytváří jakýsi „zvukový obraz“. Ve větě mají funkci přísudku nebo častěji příslovečného určení. Na ideofony je bohatá např. japonština, baskičtina či africké jazyky, v indoevropských jazycích jsou vzácné. Z českých slov lze jako ideofony interpretovat např. slova cik cak, halabala apod.
Citoslovce se zřejmě vyskytují ve všech jazycích.

## Rozdělení
Citoslovce dělíme na:
- subjektivní:
  - impulzivní – vyjadřují projevy citových hnutí: ach, ouvej, fuj
  - imperativní (rozkazovací) – vyjadřují vůli mluvčího: haló, hybaj
- objektivní (onomatopoická, zvukomalebná) – převádějí zvuky vnějšího světa do artikulované podoby – chacha, haf, buch. Od těchto citoslovcí se tvoří i slova jiná jako chechtat se, břinknout, apod.

Podle původu rozdělujeme citoslovce na:
- vlastní – mají povahu citoslovcí od počátku
- nevlastní – vznikla ustrnutím tvarů jiných slovních druhů, např. panečku, holenku (5. pád podstatného jména), běda (1. pád podstatného jména), hybaj (rozkazovací způsob slovesa)

## Příklady
|                        | Ukázky                                                      |
| ---------------------- | ----------------------------------------------------------- |
| Nálady a city          | au, ach, ágh, br, grr, fuj, jé, uí, uf                      |
| Vůle mluvčího          | hej, nuže, no tak, haló, hrome                              |
| Označení hlasu a zvuku | bum, prásk, haf, kuku, cink, tiktak, vrkú, mňau, vrr, cukrú |
| Slovesný přísudek      | Hoši hup do vody.                                           |